# Scars to Your Beautiful
«Scars to Your Beautiful» es una canción de la artista canadiense Alessia Cara, parte de su álbum debut Know-It-All (2015). Fue lanzada al Top 40 Radio el 26 de julio de 2016, como el tercer sencillo de álbum. La canción fue escrita por Cara, Warren Felder, Coleridge Tillman, y Andrew Wansel, y la produjeron Felder, Tillman, y Wansel.

## Antecedentes
En una entrevista con Mike Wass de Idolator, Cara declaró sobre la canción, "Básicamente, esa canción es sobre la imagen del cuerpo, está dirigida a las mujeres, pero creo que los hombres también pueden relacionarse con ella, es sólo una canción sobre estas cosas que ciertas mujeres pasan diariamente para sentirse amadas o en orden para amarse a sí mismas. Creo que eso es algo que sucede en el mundo de hoy. Estas cosas extrañas son inculcadas en nosotros. Usted sabe, eso nos dice que no somos lo suficientemente buenas o que sólo hay un tipo de belleza. Esta canción básicamente está contradiciendo esa idea y está diciendo: "Bueno, si al mundo no le gusta cómo te ves, entonces deberían cambiar, deberían cambiar su perspectiva, no tienes que cambiarte a ti misma". Quiero decir, pensé que eso era importante, ya sabes, sólo para sacar el siguiente, sobre todo porque creo que esa es la dirección en la que vamos, ya sabes, con "Here". Y "Wild Things" fue acerca de encontrar un espacio al que perteneces, ahora "Scars to Your Beautiful" es básicamente acerca de abrazarse a sí misma y finalmente llegar a esa conclusión donde se siente el amor y se puede amar a sí mismo. Me siento como si tuviera una plataforma más grande ahora el punto de la canción es llegar a tantas mujeres o personas como sea posible ".

## Recepción de la crítica
Kitty Empire de The Guardian dijo que "Hay sustancia en [Scars to Your Beautiful], donde Cara aborda el mito de la belleza a lo Beyoncé. "Los versos empacan algo bueno - '¿Qué es un poco de hambre? Puedo ir un poco más. "Y más adelante continuó diciendo" el coro motivacional que golpea simplemente sugiere que somos todas unas estrellas." Katy Iandoli de Idolator declaró "[Scars to Your Beautiful] es una versión moderna de "Unpretty" del grupo TLC, en su reconocimiento de la belleza tanto en imperfecciones visibles como invisibles".
Billboard clasificó a "Scars to Your Beautiful" en el número 77 en su "Billboard's 100 Best Pop Songs of 2016: Critics' Picks", comentando "Los himnos de la positividad del cuerpo por lo general no obtienen esta oscuridad, pero en "Scars to Your Beautiful ", Alessia Cara no tiene miedo de hablar de corte, lágrimas y trastornos alimentarios, antes de llegar al coro edificante, donde entrega algunas de las letras más potenciadoras y que se expanden en el horizonte de este año: 'No tienes que cambiar una cosa / El mundo podría cambiar su corazón."

## Vídeo musical
El 11 de julio de 2016, fue lanzado un vídeo dirigido por Aaron A. Cuenta con un cameo de la cantante JoJo.

## Posicionamiento en listas

### Semanales
| Alemania        | Official German Charts  | 19 |
| Australia       | ARIA Top 100 Singles    | 8  |
| Austria         | Ö3 Austria Top 40       | 24 |
| Bélgica (Fl)    | Ultratip                | 17 |
| Bélgica (W)     | Ultratip                | 18 |
| Canadá          | Canadian Hot 100        | 14 |
| Dinamarca       | Tracklisten             | 37 |
| Eslovaquia      | Singles Digital Top 100 | 37 |
| Escocia         | Scottish Singles Chart  | 27 |
| Estados Unidos  | Billboard Hot 100       | 8  |
| Estados Unidos  | Pop Songs               | 1  |
| Estados Unidos  | Dance Club Songs        | 9  |
| Estados Unidos  | Adult Pop Songs         | 3  |
| Estados Unidos  | Dance/Mix Show Airplay  | 1  |
| Estados Unidos  | Rhythmic Songs          | 14 |
| Irlanda         | IRMA                    | 39 |
| Italia          | FIMI                    | 31 |
| Nueva Zelanda   | NZ Top 40 Singles Chart | 15 |
| Países Bajos    | Dutch Top 40            | 30 |
| Portugal        | AFP                     | 18 |
| Reino Unido     | UK Singles Chart        | 55 |
| República Checa | Singles Digitál Top 100 | 32 |
| Suecia          | Sweden Singles Chart    | 10 |
| Suiza           | Schweizer Hitparade     | 28 |

### Certificaciones
| País           | Organismo certificador | Certificación | Ventas certificadas | Ref.   |
| -------------- | ---------------------- | ------------- | ------------------- | ------ |
| Alemania       | BVMI                   | Oro           | 200 000             | [ 31 ] |
| Australia      | ARIA                   | 2× Platino    | 140 000             | [ 32 ] |
| Brasil         | Pro-Música Brasil      | Platino       | 60 000              | [ 33 ] |
| Canadá         | Music Canada           | Platino       | 100 000             | [ 34 ] |
| Dinamarca      | IFPI — Dinamarca       | Oro           | 15 000              | [ 35 ] |
| Estados Unidos | RIAA                   | 2× Platino    | 2 000 000           | [ 36 ] |
| Italia         | FIMI                   | 2× Platino    | 100 000             | [ 37 ] |
| Nueva Zelanda  | RMNZ                   | Oro           | 15 000              | [ 38 ] |
| Reino Unido    | BPI                    | Plata         | 200 000             | [ 39 ] |
| Suecia         | IFPI — Suecia          | 3× Platino    | 120 000             | [ 40 ] |